# Stanley Cup 1978
La finale della Stanley Cup 1978 è stata una serie al meglio delle sette gare che ha determinato il campione della National Hockey League per la stagione 1977-78. Al termine dei playoff si qualificarono per la serie finale i Montreal Canadiens e i Boston Bruins. I Canadiens nella serie finale di Stanley Cup usufruirono del fattore campo in virtù del maggior numero di punti ottenuti nella stagione regolare, 129 punti contro i 113 dei Bruins. La serie iniziò il 13 maggio e finì il 25 maggio con la conquista della Stanley Cup da parte dei Canadiens per 4 a 2.
I Canadiens giunsero per la terza volta consecutiva in finale, mentre i Bruins furono alla seconda partecipazione consecutiva; nella sfida dell'anno precedente si affrontarono infatti proprio i Canadiens e i Bruins con la vittoria finale per 4-0 della franchigia canadese. L'ultima volta che due squadre si affrontarono per due anni di fila per il titolo della Stanley Cup fu nel biennio 1968-1969 con le due vittorie di Montréal sui St. Louis Blues, mentre negli anni successivi si ripeté nel 1983-1984 fra New York Islanders ed Edmonton Oilers.
Al termine della serie il difensore canadese Larry Robinson fu premiato con il Conn Smythe Trophy, trofeo assegnato al miglior giocatore dei playoff.

## Contendenti

### Montreal Canadiens
I Montreal Canadiens conclusero la stagione regolare al primo posto nella Norris Division con 129 punti qualificandosi al primo posto assoluto della lega. Nei quarti di finale sconfissero per 4-1 i Detroit Red Wings, mentre nelle semifinali affrontarono i rivali dei Toronto Maple Leafs e li superarono per 4-0.

### Boston Bruins
I Boston Bruins conclusero la stagione regolare in prima posizione nella Adams Division con 113 punti che valsero loro la seconda posizione nella lega. Nei quarti di finale batterono i Chicago Blackhawks per 4-0 mentre nelle semifinali sconfissero per 4-1 i Philadelphia Flyers.

## Serie

### Gara 1
| Montréal 13 maggio 1978                                                                              | Boston Bruins | 1 – 4 (1-2; 0-1; 0-1) referto                           | Montreal Canadiens | Forum de Montréal (17.168 spett.) |
| \| \| \| \| \| Park 02:31 \| Marcatori \| 04:31 Lafleur 09:53 Lambert 33:54 Shutt 43:55 Cournoyer \| |               |                                                         |                    |                                   |
| |               |                                                         |                    |                                   |
| Park 02:31                                                                                           | Marcatori     | 04:31 Lafleur 09:53 Lambert 33:54 Shutt 43:55 Cournoyer |                    |                                   |

### Gara 2
| Montréal 16 maggio 1978                                                                         | Boston Bruins | 2 – 3 (d.t.s.) (0-0; 1-1; 1-1) referto | Montreal Canadiens | Forum de Montréal (17.426 spett.) |
| \| \| \| \| \| Park 23:57 Smith 55:48 \| Marcatori \| 27:00 Shutt 52:12 Gainey 73:09 Lafleur \| |               |                                        |                    |                                   |
|                                                                                                 |               |                                        |                    |                                   |
| Park 23:57 Smith 55:48                                                                          | Marcatori     | 27:00 Shutt 52:12 Gainey 73:09 Lafleur |                    |                                   |

### Gara 3
| Boston 18 maggio 1978                                                                   | Montreal Canadiens | 0 – 4 (0-2; 0-0; 0-2) referto                         | Boston Bruins | Boston Garden (14.602 spett.) |
| \| \| \| \| \| \| Marcatori \| 00:59 Doak 05:11 Middleton 42:54 McNab 55:39 O'Reilly \| |                    |                                                       |               |                               |
|                                                                                         |                    |                                                       |               |                               |
|                                                                                         | Marcatori          | 00:59 Doak 05:11 Middleton 42:54 McNab 55:39 O'Reilly |               |                               |

### Gara 4
| Boston 21 maggio 1978 | Montreal Canadiens | 3 – 4 (d.t.s.) (1-1; 1-0; 1-2) referto               | Boston Bruins | Boston Garden (14.602 spett.) |
| \| \| \| \| \| Risebrough 03:26 Robinson 27:00 Lafleur 59:27 \| Marcatori \| 00:25 Sheppard 49:19 McNab 53:20 Park 66:22 Schmautz \| |                    |                                                      |               |                               |
| |                    |                                                      |               |                               |
| Risebrough 03:26 Robinson 27:00 Lafleur 59:27                                                                                        | Marcatori          | 00:25 Sheppard 49:19 McNab 53:20 Park 66:22 Schmautz |               |                               |

### Gara 5
| Montréal 23 maggio 1978                                                                                   | Boston Bruins | 1 – 4 (0-2; 0-2; 1-0) referto                            | Montreal Canadiens | Forum de Montréal (17.387 spett.) |
| \| \| \| \| \| Marcotte 51:22 \| Marcatori \| 07:46 Robinson 11:10 Mondou 33:04 Larouche 38:42 Lemaire \| |               |                                                          |                    |                                   |
| |               |                                                          |                    |                                   |
| Marcotte 51:22                                                                                            | Marcatori     | 07:46 Robinson 11:10 Mondou 33:04 Larouche 38:42 Lemaire |                    |                                   |

### Gara 6
| Boston 25 maggio 1978                                                                      | Montreal Canadiens | 4 – 1 (2-1; 2-0; 0-0) referto | Boston Bruins | Boston Garden (14.602 spett.) |
| \| \| \| \| \| Shutt 07:01 Tremblay 09:20, 33:37 Houle 57:46 \| Marcatori \| 04:05 Park \| |                    |                               |               |                               |
|                                                                                            |                    |                               |               |                               |
| Shutt 07:01 Tremblay 09:20, 33:37 Houle 57:46                                              | Marcatori          | 04:05 Park                    |               |                               |

## Roster dei vincitori
| Vincitori della Stanley Cup 1978 Canadiens de Montréal | Portieri: Michel Laroque, Ken Dryden Difensori: Bill Nyrop, Brian Engblom, Guy Lapointe, Serge Savard, Larry Robinson, Gilles Lupien, Pierre Bouchard, Rick Chartraw Attaccanti: Pierre Mondou, Doug Risebrough, Guy Lafleur, Yvon Lambert, Yvan Cournoyer (C), Mario Tremblay, Réjean Houle, Murray Wilson, Doug Jarvis, Steve Shutt, Bob Gainey, Jacques Lemaire, Pierre Larouche Staff Tecnico: Scotty Bowman (Allenatore) |